# 李焜培
李焜培（1934年—2012年2月25日），出身於廣東中山縣，中華民國畫家。童年因戰亂先至澳門後移居香港，入讀及畢業於仿林中學，1955年來台，進入臺灣省立師範大學（現國立臺灣師範大學）藝術系就讀，曾受教於馬白水，並於1959年畢業。畢業後，曾在嘉義中學執教1年，之後返回香港任教。1968年受師大美術系主任黃君璧邀請回校任教，講授水彩課程。 1999年，從臺灣師範大學美術系退休。晚年罹患帕金森氏症，雙手癱軟無力被迫中止創作，受到夫人梁丹貝照顧。2012年2月25日於台北病逝。